# Истинич
Истинич (серб. Истинић, Istinić; алб. Isniq) — село в общине Дечани в исторической области Метохия. С 2008 года находится под контролем частично признанной Республики Косово.

## Административная принадлежность
| Сербская позиция                                                                 | Албанская позиция                                            |
| -------------------------------------------------------------------------------- | ------------------------------------------------------------ |
| входит в общину Дечани Печского округа автономного края Косово и Метохия, Сербия | входит в общину Дечани Джяковицкого округа Республики Косово |

## Население
Согласно переписи населения 1981 года в селе проживало 3393 человека: 3392 албанца и 1 черногорец.
Согласно переписи населения 2011 года в селе проживало 3871 человек: 1935 мужчины и 1936 женщин; 3866 албанцев, 2 босняка и 3 лица неизвестной национальности.
| Численность населения | Численность населения | Численность населения | Численность населения | Численность населения | Численность населения | Численность населения |
| 1948                  | 1953                  | 1961                  | 1971                  | 1981                  | 1991                  | 2011                  |
| --------------------- | --------------------- | --------------------- | --------------------- | --------------------- | --------------------- | --------------------- |
| 1725                  | 1768                  | 1955                  | 2499                  | 3393                  | 4203                  | 3871                  |

## Достопримечательности
На территории села находится:
- мечеть;
- башня Хаджи Ос Мифтария (XIX век)[7]
- башня Рамиза Куклеца;
- башня Кулецве;
- памятник Исе Болетини.